# La distrazione
La distrazione è un romanzo scritto da Luciano De Crescenzo e pubblicato nel 2000. Esso continua con le vicende del professor Bellavista che avevano reso famoso l'autore. Grazie alle vicende di Gennaro Bellavista Luciano De Crescenzo riflette sulla vita, la filosofia, la politica, la tecnologia e l'amore oltre che sulla separazione tra la vecchia e la nuova generazione.

## Trama
Il professor Bellavista, ormai anziano e in pensione, si sente un po' inutile a causa dell'astensione forzata dal lavoro e di conseguenza - per "distrarsi" - decide di dare delle lezioni private inerenti alla filosofia ad alcuni ragazzi. Tra i suoi studenti c'è lo svogliato Peppino, l'intelligente Giacomo e l'attraente Jessika: quest'ultima fa innamorare Bellavista che, incoraggiato dalla ragazza, non resiste alla tentazione e si troverà così a uscire dall'impiccio che si crea a causa del suo amore.
Il romanzo è diviso tra le lezioni che Bellavista dà ai ragazzi nelle quali spiega e commenta il pensiero dei principali filosofi moderni da Nietzsche a Popper; i bagni che Bellavista fa nella sua vasca nei quali pensa a Jessika e i tentativi del vecchio insegnante di tenere nascosta la relazione, grazie alla quale si rende conto di essere entrato in contatto con una gioventù di cui non capisce il linguaggio e i modi di fare.

## Personaggi principali
- Gennaro Bellavista: Ex professore protagonista della vicenda.
- Renato Cazzaniga: Amico di Gennaro con il quale si confida.
- Maria Bellavista: Moglie di Gennaro.
- Jessika Mantovani: Ragazza della quale Bellavista si innamora.
- Peppino: Studente di Bellavista, litiga spesso con Jessika.
- Giacomo: Studente di Bellavista.
- Giada: Amica di Jessika.
- Patricia: Figlia di Bellavista, lasciata dal marito.
- Ricky: Fidanzato di Jessika.

## Capitoli
Nell'originale i capitoli sono numerati con i numeri romani:
1. Elogio della vasca da bagno
2. In pensione
3. Nietzsche
4. Uno che fa le veci
5. Uno su trenta
6. Bergson
7. Un uomo senza garçonnière
8. La donna ideale
9. La prima volta
10. Lo sanno tutti
11. Giada
12. Bentham
13. L'angelo azzurro
14. La distrazione
15. Apollo e Dionisio
16. Il gap tecnologico
17. Pensando a lei
18. Furto d'auto
19. Freud
20. La gelosia
21. Elogio della doccia
22. Popper
23. La cubista
24. La marziana
25. Patrizia
26. Ricky
27. Molestie sessuali
28. Peppino